# طواف سانتوس للسيدات 2025
طواف سانتوس للسيدات 2025 (بالإنجليزية: 2025 Women's Tour Down Under)‏ هو سباق دراجات هوائية، وهو الموسم السابع عشر من طواف سانتوس للسيدات ‏، وأقيم خلال الفترة من 17 يناير 2025، وحتى 19 يناير 2025 ضمن سباقات طواف العالم للدراجات للسيدات 2025، وشارك فيه  84 متسابقاً ووصل إلى نهايته  68 متسابقاً.
فاز بالمركز الأول وفي تصنيف السرعة Noemi Rüegg ‏، وحلَّ في المركز الثاني Silke Smulders ‏، بينما جاء Mie Bjørndal Ottestad ‏ في المركز الثالث، وفاز في ترتيب النقاط للشباب Eleonora Ciabocco ‏، أما ترتيب الفرق، فقد فاز به يو أي أيه تيم 2025 ‏، في حين نال Alyssa Polites ‏ صدارة تصنيف الجبال.

## الفرق
| فرق سيدات عالمية (10)- إن إكس تي جي ريسينغ ‏ - فريق سنويب للسيدات ‏ - كانيون–إس آر إيه إم ‏ - Liv AlUla Jayco ‏ - Lidl–Trek (women's team) ‏ - FDJ–Suez ‏ - يو أي أيه تيم 2025 ‏ - رالي سايكلنج ‏ - Ceratizit Pro Cycling ‏ - فريق أونو إكس برو للدراجات للسيدات ‏ فرق سيدات احترافية (2)- EF Education–Oatly ‏ - St. Michel–Preference Home–Auber93 (women's team) ‏ فريق دراجات قاري سيدات- تيم كوب هايتك بوردكتس ‏ فريق وطني- فريق أستراليا لركوب الدراجات للسيدات‏ |  |
| |  |

## المراحل
| قائمة المراحل | قائمة المراحل | قائمة المراحل                                           | قائمة المراحل | قائمة المراحل | قائمة المراحل     | قائمة المراحل     |
| المرحلة       | التاريخ       | الدورة                                                  |               | المسافة (كم)  | الفائز بالمرحلة   | القائد العام      |
| ------------- | ------------- | ------------------------------------------------------- | ------------- | ------------- | ----------------- | ----------------- |
| المرحلة 1     | 17 يناير      | Brighton, South Australia ‏ – Snapper Point ‏             | مرحلة جبلية   | 101٫9         | Daniek Hengeveld ‏ | Daniek Hengeveld ‏ |
| المرحلة 2     | 18 يناير      | Unley, South Australia ‏ – ويلونغا هيل ‏                  | مرحلة جبلية   | 115           | Noemi Rüegg ‏      | Noemi Rüegg ‏      |
| المرحلة 3     | 19 يناير      | Stirling, South Australia ‏ – Stirling, South Australia ‏ | مرحلة جبلية   | 105٫9         | كلو ديجيرت        | Noemi Rüegg ‏      |

## النتيجة

### مرحلة 1
هي مرحلة جبلية، أقيمت في 17 يناير 2025، وامتدّت لمسافة 101.9 كيلومتر. فاز بالمركز الأول، وتصدر ترتيب السرعة والترتيب العام Daniek Hengeveld ‏، وتصدر ترتيب التسلق وترتيب الشباب Alyssa Polites ‏، أما ترتيب الفرق، فقد فاز به 2025 Ceratizit-WNT Pro Cycling ‏.
| التصنيف العام | التصنيف العام          | التصنيف العام                         | التصنيف العام | التصنيف العام |
| المتسابقة     | المتسابقة              | الفريق                                | الوقت         |               |
| ------------- | ---------------------- | ------------------------------------- | ------------- | ------------- |
| 1             | Daniek Hengeveld ‏      | Ceratizit Pro Cycling ‏                | 2 س 45 د 06 ث |               |
| 2             | Ally Wollaston ‏        | FDJ–Suez ‏                             | + 43 ث        |               |
| 3             | Kathrin Schweinberger ‏ | رالي سايكلنج ‏                         | + 45 ث        |               |
| 4             | Karlijn Swinkels ‏      | يو أي أيه تيم ‏                        | + 45 ث        |               |
| 5             | Alyssa Polites ‏        | فريق أستراليا لركوب الدراجات للسيدات ‏ | + 46 ث        |               |
| 6             | Noemi Rüegg ‏           | EF Education–Oatly ‏                   | + 48 ث        |               |
| 7             | Dominika Włodarczyk ‏   | يو أي أيه تيم ‏                        | + 48 ث        |               |
| 8             | Sarah Van Dam ‏         | Ceratizit Pro Cycling ‏                | + 49 ث        |               |
| 9             | Rachele Barbieri ‏      | فريق سنويب للسيدات ‏                   | + 49 ث        |               |
| 10            | Maike van der Duin ‏    | كانيون–إس آر إيه إم ‏                  | + 49 ث        |               |
|               |                        |                                       |               |               |
|               |                        |                                       |               |               |

### مرحلة 2
هي مرحلة جبلية، أقيمت في 18 يناير 2025، وامتدّت لمسافة 115 كيلومتر. فاز بالمركز الأول، وتصدر ترتيب السرعة والترتيب العام Noemi Rüegg ‏، وتصدر ترتيب الشباب Eleonora Ciabocco ‏، أما ترتيب الفرق، فقد فاز به يو أي أيه تيم 2025 ‏، وتصدر ترتيب التسلق Dominika Włodarczyk ‏.
| التصنيف العام | التصنيف العام          | التصنيف العام                       | التصنيف العام | التصنيف العام |
| المتسابقة     | المتسابقة              | الفريق                              | الوقت         |               |
| ------------- | ---------------------- | ----------------------------------- | ------------- | ------------- |
| 1             | Noemi Rüegg ‏           | EF Education–Oatly ‏                 | 5 س 55 د 34 ث |               |
| 2             | Silke Smulders ‏        | Liv AlUla Jayco ‏                    | + 15 ث        |               |
| 3             | Mie Bjørndal Ottestad ‏ | فريق أونو إكس برو للدراجات للسيدات ‏ | + 33 ث        |               |
| 4             | Dominika Włodarczyk ‏   | يو أي أيه تيم ‏                      | + 36 ث        |               |
| 5             | Justine Ghekiere ‏      | إن إكس تي جي ريسينغ ‏                | + 37 ث        |               |
| 6             | Neve Bradbury ‏         | كانيون–إس آر إيه إم ‏                | + 37 ث        |               |
| 7             | Elise Chabbey ‏         | FDJ–Suez ‏                           | + 37 ث        |               |
| 8             | أماندا سبرات           | Lidl–Trek (women's team) ‏           | + 40 ث        |               |
| 9             | Niamh Fisher-Black ‏    | Lidl–Trek (women's team) ‏           | + 46 ث        |               |
| 10            | Julie Van de Velde ‏    | إن إكس تي جي ريسينغ ‏                | + 50 ث        |               |
|               |                        |                                     |               |               |
|               |                        |                                     |               |               |

### مرحلة 3
هي مرحلة جبلية، أقيمت في 19 يناير 2025، وامتدّت لمسافة 105.9 كيلومتر. فاز بالمركز الأول كلو ديجيرت، أما ترتيب الفرق، فقد فاز به يو أي أيه تيم 2025 ‏، وتصدر ترتيب الشباب Eleonora Ciabocco ‏، وتصدر ترتيب التسلق Alyssa Polites ‏، وتصدر الترتيب العام وترتيب السرعة Noemi Rüegg ‏.
| التصنيف العام | التصنيف العام          | التصنيف العام                       | التصنيف العام | التصنيف العام |
| المتسابقة     | المتسابقة              | الفريق                              | الوقت         |               |
| ------------- | ---------------------- | ----------------------------------- | ------------- | ------------- |
| 1             | Noemi Rüegg ‏           | EF Education–Oatly ‏                 | 8 س 49 د 00 ث |               |
| 2             | Silke Smulders ‏        | Liv AlUla Jayco ‏                    | + 13 ث        |               |
| 3             | Mie Bjørndal Ottestad ‏ | فريق أونو إكس برو للدراجات للسيدات ‏ | + 37 ث        |               |
| 4             | Dominika Włodarczyk ‏   | يو أي أيه تيم ‏                      | + 40 ث        |               |
| 5             | Elise Chabbey ‏         | FDJ–Suez ‏                           | + 40 ث        |               |
|               |                        |                                     |               |               |
|               |                        |                                     |               |               |

## المشاركون
| إن إكس تي جي ريسينغ ‏ AGS | إن إكس تي جي ريسينغ ‏ AGS | إن إكس تي جي ريسينغ ‏ AGS |
| ------------------------ | ------------------------ | ------------------------ |
| م                        | عداء                     | مرتبة                    |
| 1                        | Justine Ghekiere ‏        | 6                        |
| 2                        | Anya Louw ‏               | 39                       |
| 3                        | Alexandra Manly ‏         | 29                       |
| 4                        | Gaia Masetti ‏            | 32                       |
| 5                        | Nicole Steigenga ‏        | OTL-3                    |
| 6                        | Julie Van de Velde ‏      | 13                       |

| فريق سنويب للسيدات ‏ TPP | فريق سنويب للسيدات ‏ TPP | فريق سنويب للسيدات ‏ TPP |
| ----------------------- | ----------------------- | ----------------------- |
| م                       | عداء                    | مرتبة                   |
| 11                      | Silje Bader‏             | لم يكمل السباق-3        |
| 12                      | Rachele Barbieri ‏       | 52                      |
| 13                      | Eleonora Ciabocco ‏      | 16                      |
| 14                      | Josie Nelson ‏           | 27                      |
| 15                      | Mara Roldan ‏            | لم يبدأ-2               |
| 16                      | Becky Storrie ‏          | 31                      |

| كانيون–إس آر إيه إم ‏ CSZ | كانيون–إس آر إيه إم ‏ CSZ | كانيون–إس آر إيه إم ‏ CSZ |
| ------------------------ | ------------------------ | ------------------------ |
| م                        | عداء                     | مرتبة                    |
| 21                       | Neve Bradbury ‏           | 8                        |
| 22                       | تيفاني كرومويل           | 42                       |
| 23                       | كلو ديجيرت               | 26                       |
| 24                       | ماريا مارتينز            | لم يكمل السباق-3         |
| 25                       | Alice Towers ‏            | 10                       |
| 26                       | Maike van der Duin ‏      | 45                       |

| Liv AlUla Jayco ‏ LIV | Liv AlUla Jayco ‏ LIV | Liv AlUla Jayco ‏ LIV |
| -------------------- | -------------------- | -------------------- |
| م                    | عداء                 | مرتبة                |
| 31                   | Amber Pate ‏          | 22                   |
| 32                   | جورجيا بيكر          | 58                   |
| 33                   | Josie Talbot ‏        | 47                   |
| 34                   | Ruby Roseman-Gannon ‏ | 30                   |
| 35                   | Ella Wyllie ‏         | 21                   |
| 36                   | Silke Smulders ‏      | 2                    |

| Lidl–Trek (women's team) ‏ LTK | Lidl–Trek (women's team) ‏ LTK | Lidl–Trek (women's team) ‏ LTK |
| ----------------------------- | ----------------------------- | ----------------------------- |
| م                             | عداء                          | مرتبة                         |
| 41                            | Clara Copponi ‏                | 60                            |
| 42                            | Lauretta Hanson ‏              | 59                            |
| 43                            | Izzy Sharp (cyclist) ‏         | لم يكمل السباق-3              |
| 44                            | أماندا سبرات                  | 7                             |
| 45                            | Felicity Wilson-Haffenden ‏    | 67                            |
| 46                            | Niamh Fisher-Black ‏           | 12                            |

| FDJ–Suez ‏ TFS | FDJ–Suez ‏ TFS    | FDJ–Suez ‏ TFS |
| ------------- | ---------------- | ------------- |
| م             | عداء             | مرتبة         |
| 51            | Elise Chabbey ‏   | 5             |
| 52            | أوجيني دوفال     | 54            |
| 53            | Amber Kraak ‏     | 25            |
| 54            | Marie Le Net ‏    | 34            |
| 55            | Églantine Rayer ‏ | لم يبدأ-2     |
| 56            | Ally Wollaston ‏  | 50            |

| يو أي أيه تيم ‏ UAD | يو أي أيه تيم ‏ UAD   | يو أي أيه تيم ‏ UAD |
| ------------------ | -------------------- | ------------------ |
| م                  | عداء                 | مرتبة              |
| 61                 | صوفيا بيرتيزولو      | 62                 |
| 62                 | إليزابيث هولدن       | 35                 |
| 63                 | إيريكا ماجندي        | 17                 |
| 64                 | Greta Marturano ‏     | 18                 |
| 65                 | Karlijn Swinkels ‏    | 20                 |
| 66                 | Dominika Włodarczyk ‏ | 4                  |

| رالي سايكلنج ‏ HPH | رالي سايكلنج ‏ HPH      | رالي سايكلنج ‏ HPH |
| ----------------- | ---------------------- | ----------------- |
| م                 | عداء                   | مرتبة             |
| 71                | روث ويندر              | 9                 |
| 72                | Barbara Malcotti ‏      | 19                |
| 73                | Marit Raaijmakers ‏     | لم يبدأ-1         |
| 74                | Katia Ragusa ‏          | 51                |
| 75                | Kathrin Schweinberger ‏ | 56                |
| 76                | Silvia Zanardi ‏        | 55                |

| Ceratizit Pro Cycling ‏ CTC | Ceratizit Pro Cycling ‏ CTC | Ceratizit Pro Cycling ‏ CTC |
| -------------------------- | -------------------------- | -------------------------- |
| م                          | عداء                       | مرتبة                      |
| 81                         | ساندرا ألونسو              | 63                         |
| 82                         | Kristýna Burlová ‏          | 57                         |
| 83                         | Sara Fiorin ‏               | 66                         |
| 84                         | Daniek Hengeveld ‏          | 49                         |
| 85                         | Dilyxine Miermont ‏         | 24                         |
| 86                         | Sarah Van Dam ‏             | 11                         |

| EF Education–Oatly ‏ EFC | EF Education–Oatly ‏ EFC | EF Education–Oatly ‏ EFC |
| ----------------------- | ----------------------- | ----------------------- |
| م                       | عداء                    | مرتبة                   |
| 91                      | Megan Armitage ‏         | 48                      |
| 92                      | Kim Cadzow ‏             | 44                      |
| 93                      | Noemi Rüegg ‏            | 1                       |
| 94                      | سارة روي                | 43                      |
| 95                      | Henrietta Christie ‏     | لم يكمل السباق-3        |
| 96                      | NED                     | لم يكمل السباق-3        |

| St. Michel–Preference Home–Auber93 (women's team) ‏ AUB | St. Michel–Preference Home–Auber93 (women's team) ‏ AUB | St. Michel–Preference Home–Auber93 (women's team) ‏ AUB |
| ------------------------------------------------------ | ------------------------------------------------------ | ------------------------------------------------------ |
| م                                                      | عداء                                                   | مرتبة                                                  |
| 101                                                    | Alison Avoine ‏                                         | 65                                                     |
| 102                                                    | Coline Raby‏                                            | لم يكمل السباق-3                                       |
| 103                                                    | Adele Normand‏                                          | 46                                                     |
| 104                                                    | Ella Simpson‏                                           | 41                                                     |
| 105                                                    | Lucie Fityus‏                                           | OTL-3                                                  |
| 106                                                    | Emily Watts ‏                                           | 33                                                     |

| تيم كوب هايتك بوردكتس ‏ HPU | تيم كوب هايتك بوردكتس ‏ HPU | تيم كوب هايتك بوردكتس ‏ HPU |
| -------------------------- | -------------------------- | -------------------------- |
| م                          | عداء                       | مرتبة                      |
| 111                        | Stine Dale ‏                | 28                         |
| 112                        | India Grangier ‏            | 15                         |
| 113                        | Monica Greenwood ‏          | لم يكمل السباق-2           |
| 114                        | Sigrid Ytterhus Haugset ‏   | 14                         |
| 115                        | Magdalene Lind ‏            | 36                         |
| 116                        | NOR                        | 64                         |

| فريق أونو إكس برو للدراجات للسيدات ‏ UXM | فريق أونو إكس برو للدراجات للسيدات ‏ UXM | فريق أونو إكس برو للدراجات للسيدات ‏ UXM |
| --------------------------------------- | --------------------------------------- | --------------------------------------- |
| م                                       | عداء                                    | مرتبة                                   |
| 121                                     | Alberte Greve ‏                          | 53                                      |
| 122                                     | أنوسكا كوستر                            | لم يبدأ-1                               |
| 123                                     | Mie Bjørndal Ottestad ‏                  | 3                                       |
| 124                                     | Rebecca Koerner ‏                        | لم يكمل السباق-2                        |
| 125                                     | Simone Boilard ‏                         | 37                                      |
| 126                                     | Teuntje Beekhuis ‏                       | لم يبدأ-2                               |

| فريق أستراليا لركوب الدراجات للسيدات‏ AUS | فريق أستراليا لركوب الدراجات للسيدات‏ AUS | فريق أستراليا لركوب الدراجات للسيدات‏ AUS |
| ---------------------------------------- | ---------------------------------------- | ---------------------------------------- |
| م                                        | عداء                                     | مرتبة                                    |
| 131                                      | Maeve Plouffe ‏                           | OTL-3                                    |
| 132                                      | Alli Anderson‏                            | 61                                       |
| 133                                      | Nicole Frain ‏                            | 40                                       |
| 134                                      | Alyssa Polites ‏                          | 38                                       |
| 135                                      | Lauren Bates‏                             | 68                                       |
| 136                                      | AUS                                      | 23                                       |

| إن إكس تي جي ريسينغ ‏ AGS | إن إكس تي جي ريسينغ ‏ AGS | إن إكس تي جي ريسينغ ‏ AGS |
| ------------------------ | ------------------------ | ------------------------ |
| م                        | عداء                     | مرتبة                    |
| 1                        | Justine Ghekiere ‏        | 6                        |
| 2                        | Anya Louw ‏               | 39                       |
| 3                        | Alexandra Manly ‏         | 29                       |
| 4                        | Gaia Masetti ‏            | 32                       |
| 5                        | Nicole Steigenga ‏        | OTL-3                    |
| 6                        | Julie Van de Velde ‏      | 13                       |

| فريق سنويب للسيدات ‏ TPP | فريق سنويب للسيدات ‏ TPP | فريق سنويب للسيدات ‏ TPP |
| ----------------------- | ----------------------- | ----------------------- |
| م                       | عداء                    | مرتبة                   |
| 11                      | Silje Bader‏             | لم يكمل السباق-3        |
| 12                      | Rachele Barbieri ‏       | 52                      |
| 13                      | Eleonora Ciabocco ‏      | 16                      |
| 14                      | Josie Nelson ‏           | 27                      |
| 15                      | Mara Roldan ‏            | لم يبدأ-2               |
| 16                      | Becky Storrie ‏          | 31                      |

| كانيون–إس آر إيه إم ‏ CSZ | كانيون–إس آر إيه إم ‏ CSZ | كانيون–إس آر إيه إم ‏ CSZ |
| ------------------------ | ------------------------ | ------------------------ |
| م                        | عداء                     | مرتبة                    |
| 21                       | Neve Bradbury ‏           | 8                        |
| 22                       | تيفاني كرومويل           | 42                       |
| 23                       | كلو ديجيرت               | 26                       |
| 24                       | ماريا مارتينز            | لم يكمل السباق-3         |
| 25                       | Alice Towers ‏            | 10                       |
| 26                       | Maike van der Duin ‏      | 45                       |

| Liv AlUla Jayco ‏ LIV | Liv AlUla Jayco ‏ LIV | Liv AlUla Jayco ‏ LIV |
| -------------------- | -------------------- | -------------------- |
| م                    | عداء                 | مرتبة                |
| 31                   | Amber Pate ‏          | 22                   |
| 32                   | جورجيا بيكر          | 58                   |
| 33                   | Josie Talbot ‏        | 47                   |
| 34                   | Ruby Roseman-Gannon ‏ | 30                   |
| 35                   | Ella Wyllie ‏         | 21                   |
| 36                   | Silke Smulders ‏      | 2                    |

| Lidl–Trek (women's team) ‏ LTK | Lidl–Trek (women's team) ‏ LTK | Lidl–Trek (women's team) ‏ LTK |
| ----------------------------- | ----------------------------- | ----------------------------- |
| م                             | عداء                          | مرتبة                         |
| 41                            | Clara Copponi ‏                | 60                            |
| 42                            | Lauretta Hanson ‏              | 59                            |
| 43                            | Izzy Sharp (cyclist) ‏         | لم يكمل السباق-3              |
| 44                            | أماندا سبرات                  | 7                             |
| 45                            | Felicity Wilson-Haffenden ‏    | 67                            |
| 46                            | Niamh Fisher-Black ‏           | 12                            |

| FDJ–Suez ‏ TFS | FDJ–Suez ‏ TFS    | FDJ–Suez ‏ TFS |
| ------------- | ---------------- | ------------- |
| م             | عداء             | مرتبة         |
| 51            | Elise Chabbey ‏   | 5             |
| 52            | أوجيني دوفال     | 54            |
| 53            | Amber Kraak ‏     | 25            |
| 54            | Marie Le Net ‏    | 34            |
| 55            | Églantine Rayer ‏ | لم يبدأ-2     |
| 56            | Ally Wollaston ‏  | 50            |

| يو أي أيه تيم ‏ UAD | يو أي أيه تيم ‏ UAD   | يو أي أيه تيم ‏ UAD |
| ------------------ | -------------------- | ------------------ |
| م                  | عداء                 | مرتبة              |
| 61                 | صوفيا بيرتيزولو      | 62                 |
| 62                 | إليزابيث هولدن       | 35                 |
| 63                 | إيريكا ماجندي        | 17                 |
| 64                 | Greta Marturano ‏     | 18                 |
| 65                 | Karlijn Swinkels ‏    | 20                 |
| 66                 | Dominika Włodarczyk ‏ | 4                  |

| رالي سايكلنج ‏ HPH | رالي سايكلنج ‏ HPH      | رالي سايكلنج ‏ HPH |
| ----------------- | ---------------------- | ----------------- |
| م                 | عداء                   | مرتبة             |
| 71                | روث ويندر              | 9                 |
| 72                | Barbara Malcotti ‏      | 19                |
| 73                | Marit Raaijmakers ‏     | لم يبدأ-1         |
| 74                | Katia Ragusa ‏          | 51                |
| 75                | Kathrin Schweinberger ‏ | 56                |
| 76                | Silvia Zanardi ‏        | 55                |

| Ceratizit Pro Cycling ‏ CTC | Ceratizit Pro Cycling ‏ CTC | Ceratizit Pro Cycling ‏ CTC |
| -------------------------- | -------------------------- | -------------------------- |
| م                          | عداء                       | مرتبة                      |
| 81                         | ساندرا ألونسو              | 63                         |
| 82                         | Kristýna Burlová ‏          | 57                         |
| 83                         | Sara Fiorin ‏               | 66                         |
| 84                         | Daniek Hengeveld ‏          | 49                         |
| 85                         | Dilyxine Miermont ‏         | 24                         |
| 86                         | Sarah Van Dam ‏             | 11                         |

| EF Education–Oatly ‏ EFC | EF Education–Oatly ‏ EFC | EF Education–Oatly ‏ EFC |
| ----------------------- | ----------------------- | ----------------------- |
| م                       | عداء                    | مرتبة                   |
| 91                      | Megan Armitage ‏         | 48                      |
| 92                      | Kim Cadzow ‏             | 44                      |
| 93                      | Noemi Rüegg ‏            | 1                       |
| 94                      | سارة روي                | 43                      |
| 95                      | Henrietta Christie ‏     | لم يكمل السباق-3        |
| 96                      | NED                     | لم يكمل السباق-3        |

| St. Michel–Preference Home–Auber93 (women's team) ‏ AUB | St. Michel–Preference Home–Auber93 (women's team) ‏ AUB | St. Michel–Preference Home–Auber93 (women's team) ‏ AUB |
| ------------------------------------------------------ | ------------------------------------------------------ | ------------------------------------------------------ |
| م                                                      | عداء                                                   | مرتبة                                                  |
| 101                                                    | Alison Avoine ‏                                         | 65                                                     |
| 102                                                    | Coline Raby‏                                            | لم يكمل السباق-3                                       |
| 103                                                    | Adele Normand‏                                          | 46                                                     |
| 104                                                    | Ella Simpson‏                                           | 41                                                     |
| 105                                                    | Lucie Fityus‏                                           | OTL-3                                                  |
| 106                                                    | Emily Watts ‏                                           | 33                                                     |

| تيم كوب هايتك بوردكتس ‏ HPU | تيم كوب هايتك بوردكتس ‏ HPU | تيم كوب هايتك بوردكتس ‏ HPU |
| -------------------------- | -------------------------- | -------------------------- |
| م                          | عداء                       | مرتبة                      |
| 111                        | Stine Dale ‏                | 28                         |
| 112                        | India Grangier ‏            | 15                         |
| 113                        | Monica Greenwood ‏          | لم يكمل السباق-2           |
| 114                        | Sigrid Ytterhus Haugset ‏   | 14                         |
| 115                        | Magdalene Lind ‏            | 36                         |
| 116                        | NOR                        | 64                         |

| فريق أونو إكس برو للدراجات للسيدات ‏ UXM | فريق أونو إكس برو للدراجات للسيدات ‏ UXM | فريق أونو إكس برو للدراجات للسيدات ‏ UXM |
| --------------------------------------- | --------------------------------------- | --------------------------------------- |
| م                                       | عداء                                    | مرتبة                                   |
| 121                                     | Alberte Greve ‏                          | 53                                      |
| 122                                     | أنوسكا كوستر                            | لم يبدأ-1                               |
| 123                                     | Mie Bjørndal Ottestad ‏                  | 3                                       |
| 124                                     | Rebecca Koerner ‏                        | لم يكمل السباق-2                        |
| 125                                     | Simone Boilard ‏                         | 37                                      |
| 126                                     | Teuntje Beekhuis ‏                       | لم يبدأ-2                               |

| فريق أستراليا لركوب الدراجات للسيدات‏ AUS | فريق أستراليا لركوب الدراجات للسيدات‏ AUS | فريق أستراليا لركوب الدراجات للسيدات‏ AUS |
| ---------------------------------------- | ---------------------------------------- | ---------------------------------------- |
| م                                        | عداء                                     | مرتبة                                    |
| 131                                      | Maeve Plouffe ‏                           | OTL-3                                    |
| 132                                      | Alli Anderson‏                            | 61                                       |
| 133                                      | Nicole Frain ‏                            | 40                                       |
| 134                                      | Alyssa Polites ‏                          | 38                                       |
| 135                                      | Lauren Bates‏                             | 68                                       |
| 136                                      | AUS                                      | 23                                       |

## التصنيف العام النهائي
| التصنيف العام | التصنيف العام          | التصنيف العام                       | التصنيف العام | التصنيف العام |
| المتسابقة     | المتسابقة              | الفريق                              | الوقت         |               |
| ------------- | ---------------------- | ----------------------------------- | ------------- | ------------- |
| 1             | Noemi Rüegg ‏           | EF Education–Oatly ‏                 | 8 س 49 د 00 ث |               |
| 2             | Silke Smulders ‏        | Liv AlUla Jayco ‏                    | + 13 ث        |               |
| 3             | Mie Bjørndal Ottestad ‏ | فريق أونو إكس برو للدراجات للسيدات ‏ | + 37 ث        |               |
| 4             | Dominika Włodarczyk ‏   | يو أي أيه تيم ‏                      | + 40 ث        |               |
| 5             | Elise Chabbey ‏         | FDJ–Suez ‏                           | + 40 ث        |               |
| 6             | Justine Ghekiere ‏      | إن إكس تي جي ريسينغ ‏                | + 41 ث        |               |
| 7             | أماندا سبرات           | Lidl–Trek (women's team) ‏           | + 49 ث        |               |
| 8             | Neve Bradbury ‏         | كانيون–إس آر إيه إم ‏                | + 56 ث        |               |
| 9             | روث ويندر              | رالي سايكلنج ‏                       | + 59 ث        |               |
| 10            | Alice Towers ‏          | كانيون–إس آر إيه إم ‏                | + 1 د 02 ث    |               |
|               |                        |                                     |               |               |
|               |                        |                                     |               |               |

### تصنيف النقاط
| تصنيف النقاط | تصنيف النقاط      | تصنيف النقاط           | تصنيف النقاط | تصنيف النقاط |
| المتسابقة    | المتسابقة         | الفريق                 | النقاط       |              |
| ------------ | ----------------- | ---------------------- | ------------ | ------------ |
| 1            | Noemi Rüegg ‏      | EF Education–Oatly ‏    | 58 نقطة      |              |
| 2            | Silke Smulders ‏   | Liv AlUla Jayco ‏       | 42 نقطة      |              |
| 3            | Sarah Van Dam ‏    | Ceratizit Pro Cycling ‏ | 38 نقطة      |              |
| 4            | Daniek Hengeveld ‏ | Ceratizit Pro Cycling ‏ | 33 نقطة      |              |
| 5            | كلو ديجيرت        | كانيون–إس آر إيه إم ‏   | 32 نقطة      |              |
|              |                   |                        |              |              |
|              |                   |                        |              |              |

### تصنيف الجبال
| تصنيف الجبال | تصنيف الجبال         | تصنيف الجبال                          | تصنيف الجبال | تصنيف الجبال |
| المتسابقة    | المتسابقة            | الفريق                                | النقاط       |              |
| ------------ | -------------------- | ------------------------------------- | ------------ | ------------ |
| 1            | Alyssa Polites ‏      | فريق أستراليا لركوب الدراجات للسيدات ‏ | 24 نقطة      |              |
| 2            | Dominika Włodarczyk ‏ | يو أي أيه تيم ‏                        | 22 نقطة      |              |
| 3            | Noemi Rüegg ‏         | EF Education–Oatly ‏                   | 14 نقطة      |              |
| 4            | Niamh Fisher-Black ‏  | Lidl–Trek (women's team) ‏             | 12 نقطة      |              |
| 5            | Karlijn Swinkels ‏    | يو أي أيه تيم ‏                        | 7 نقطة       |              |
|              |                      |                                       |              |              |
|              |                      |                                       |              |              |

## تصنيف الفرق

### الفرق حسب الوقت
| تصنيف الفرق حسب الوقت | تصنيف الفرق حسب الوقت  | تصنيف الفرق حسب الوقت | تصنيف الفرق حسب الوقت |
| الفريق                | الفريق                 | الوقت                 |                       |
| --------------------- | ---------------------- | --------------------- | --------------------- |
| 1                     | يو أي أيه تيم 2025 ‏    | 26 س 31 د 03 ث        |                       |
| 2                     | Liv AlUla Jayco ‏       | + 1 د 01 ث            |                       |
| 3                     | كانيون–إس آر إيه إم ‏   | + 1 د 32 ث            |                       |
| 4                     | إن إكس تي جي ريسينغ ‏   | + 4 د 07 ث            |                       |
| 5                     | تيم كوب هايتك بوردكتس ‏ | + 4 د 46 ث            |                       |
|                       |                        |                       |                       |
|                       |                        |                       |                       |

## تصانيف فرعية

### تصنيف أفضل شاب
| تصنيف أفضل شابة | تصنيف أفضل شابة    | تصنيف أفضل شابة                       | تصنيف أفضل شابة | تصنيف أفضل شابة |
| المتسابقة       | المتسابقة          | الفريق                                | الوقت           |                 |
| --------------- | ------------------ | ------------------------------------- | --------------- | --------------- |
| 1               | Eleonora Ciabocco ‏ | فريق سنويب للسيدات ‏                   | 8 س 50 د 36 ث   |                 |
| 2               | أستراليا           | فريق أستراليا لركوب الدراجات للسيدات ‏ | + 1 د 08 ث      |                 |
| 3               | Alyssa Polites ‏    | فريق أستراليا لركوب الدراجات للسيدات ‏ | + 6 د 57 ث      |                 |
| 4               | Alberte Greve ‏     | فريق أونو إكس برو للدراجات للسيدات ‏   | + 15 د 41 ث     |                 |
| 5               | Alli Anderson ‏     | فريق أستراليا لركوب الدراجات للسيدات ‏ | + 19 د 43 ث     |                 |
|                 |                    |                                       |                 |                 |
|                 |                    |                                       |                 |                 |

## وصلات خارجية
- الموقع الرسمي
- هذه المقالة لا تملك بيانات على ويكي بيانات